# Chaetops frenatus
El saltarrocas del Cabo (Chaetops frenatus) es una especie de ave paseriforme de la familia Chaetopidae endémica del fynbos de montaña del sur de Sudáfrica.
Es un pájaro insectívoro que anida en el suelo y busca alimento entre las laderas y faldas rocosas. Con frecuencia permanece posado en las rocas. Cría en grupos ocupando territorios entre 4 y 11 ha, generalmente compuestos por una pareja reproductora y uno o dos individuos adicionales, normalmente crías de la pareja de la temporada anterior. Estos ayudantes participan en la defensa del territorio y las llamadas de alarma, y alimentan a los polluelos de la pareja reproductora. Las hembras también participan en la construcción del nido y la incubación.
El saltarrocas del Cabo mide entre 23 y 25 cm de largo, tiene una larga cola negra y patas robustas. El macho tiene la cabeza de color gris oscuro con una fina lista superciliar blanca y una ancha bigotera blanca. Su espalda y alas son grises oscuras y sus partes inferiores y obispillo son de color rojizos. La hembra y los juveniles tienen la cabeza, alas y demás partes superiores de un gris más claro, un patrón de color en la cabeza más discreto, el obispillo naranja, y las partes inferiores anteadas. Su llamada consiste en un alto "wioo".
No solapa su área de distribución con la de su pariente cercano el saltarrocas del Drakensberg (Chaetops aurantius). El macho de esta última especie tiene las partes inferiores anaranjadas, y la hembra y los juveniles tienen las partes inferiores más claras que las del saltarrocas del Cabo.